# Zanella (fabrikant)
Zanella is een historisch merk van motorfietsen.
Zanella Hnos. y Cia. SA, Caseros was een groot Argentijns bedrijf dat in 1957 werd opgericht door Juan Zanella. De motoren waren 49-, 98,- en 125 cc 2-takts. Deze onder licentie gemaakte Ceccato-motorblokken gingen in eigen frames met als merknaam “Zanella-Ceccato”. Het meest verkochte model was de 98 cc “Sport”, waarvan er meer de fabriek verlieten dan bij Ceccato zelf. De afzet vond voor 90 % plaats in Argentinië. De rest ging naar landen rondom en wat naar de Verenigde Staten (Florida).
Viertakten werden niet geproduceerd. Wel werd er met de originele Ceccato 73-, 98-, en 123 cc ohc racertjes onder de naam “Zanella-Ceccato” geracet. De fabriekscoureurs Teodoro Galelli, Sandro Tamburri en Armando D’Arminio reden in dienst van Zanella. Hun beloning bestond er slechts uit dat de reiskosten werden vergoed en de ’eer’ om op deze juweeltjes te mogen rijden.
De productie van motorfietsen werd in 1961 door Ceccato geschrapt; Zanella nam de volledige productierechten over en ontwikkelde de motoren onder eigen naam door tot in de jaren tachtig. Toen kwamen er zelfs 200 cc modellen en werden er tevens Cagiva-modellen in licentie gemaakt. In 1990 sloot men een overeenkomst met Yamaha als toeleverancier en mocht Zanella het Yamaha DT175-blok in licentie maken. Door de enorme economische crisis die Argentinië trof moest Zanella in 2002 de deuren sluiten.